# Palais Marie
Ne doit pas être confondu avec Palais Mariinsky.
Le palais Marie (en russe : Мариинский дворец ; transcription ISO 9 de 1995 : Marinskij dvorec, traditionnelle : Marinski dvorets) est le dernier palais de style néo-classique construit dans le centre historique de Saint-Pétersbourg. Il a été construit entre 1839 et 1844 par Andreï Stackenschneider.

## Histoire
Le palais a été construit en face de la place Saint-Isaac de l’autre côté du pont Bleu (99 mètres de large) sur commande de l’empereur Nicolas Ier pour sa fille la grande-duchesse Marie Nikolaïevna (1819-1876) à l'occasion de son mariage avec le duc Maximilien de Leuchtenberg, fils d’Eugène de Beauharnais et d'Augusta-Amélie de Bavière.
Le style du palais est inspiré par le style classique français du XVIIe siècle avec des colonnes d’ordre corinthien, et des éléments néo-Renaissance. Les grandes salles de réception sont décorées selon un style historiciste différent.
Le palais retourne à la couronne de 1884 à 1917. Il abrite le Conseil d’État et la chancellerie. Alexandre Benois y construit un grand vestibule pour les sessions du Conseil d’État, en 1906. C’est dans un de ses vestibules qu’eut lieu l’attentat le 2 (28) avril 1902 contre Dimitri Sipiaguine, ministre de l’Intérieur. Le gouvernement provisoire prend possession du palais en mars 1917 pour y installer le Conseil de la république et divers ministères.
Le palais, qui sert d’hôpital pendant le siège de Léningrad, est bombardé à plusieurs reprises par les Allemands. Il devient ensuite le siège du Soviet de Léningrad.
Il abrite depuis 1994 l'Assemblée législative de Saint-Pétersbourg.

## Galerie

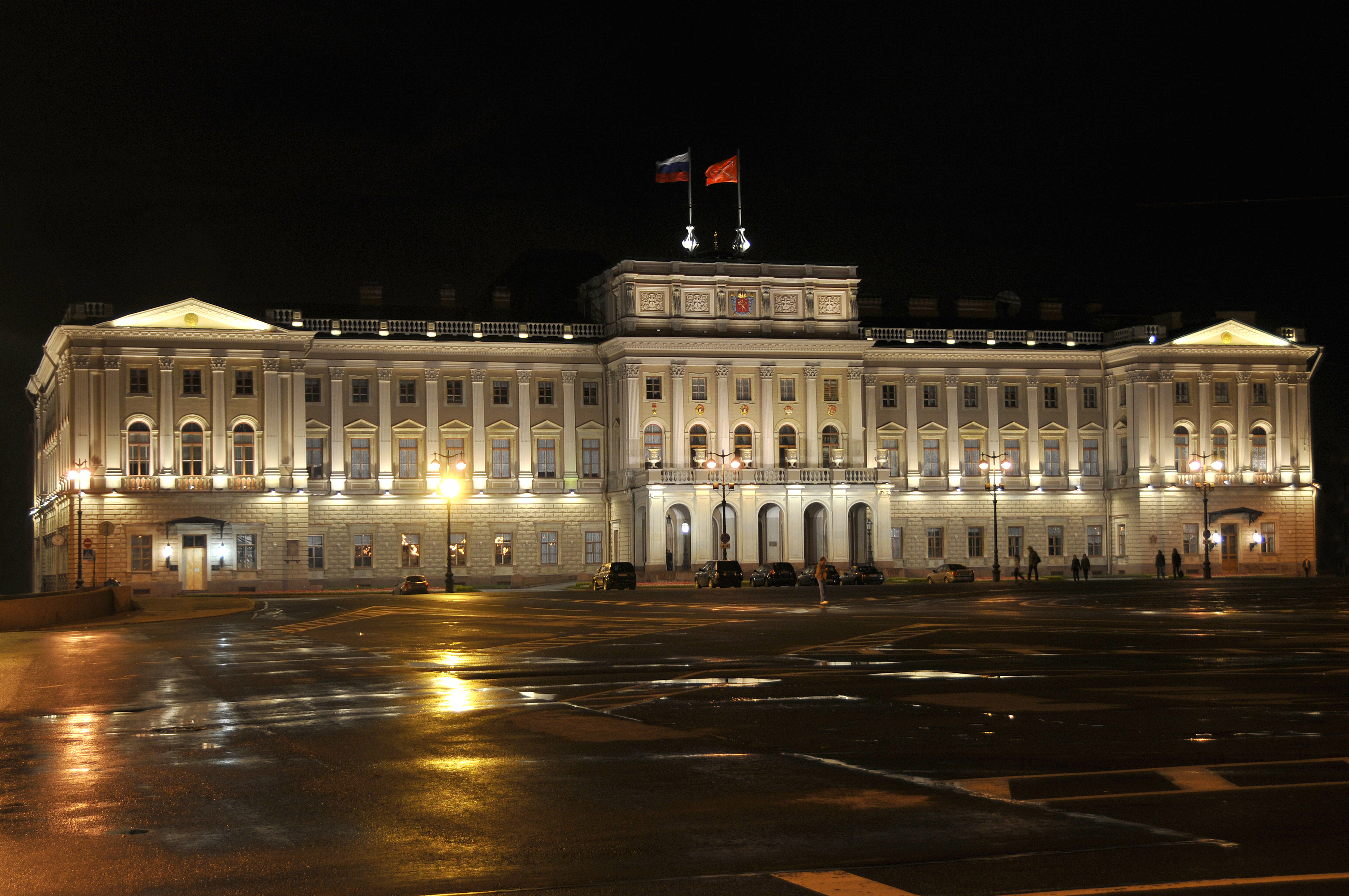
Le palais la nuit
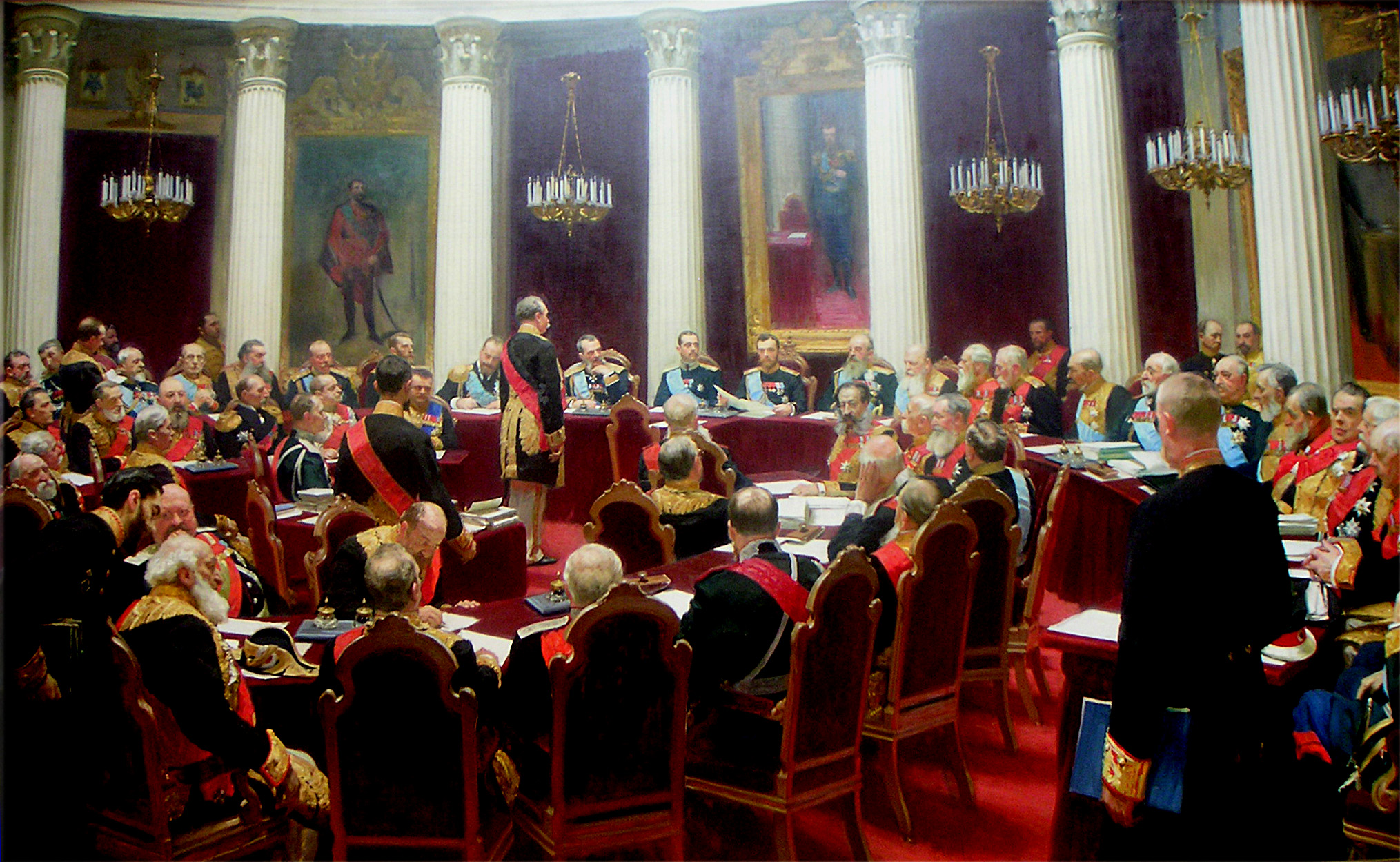
Session du Conseil d'Empire pour son centenaire en 1901, par Répine
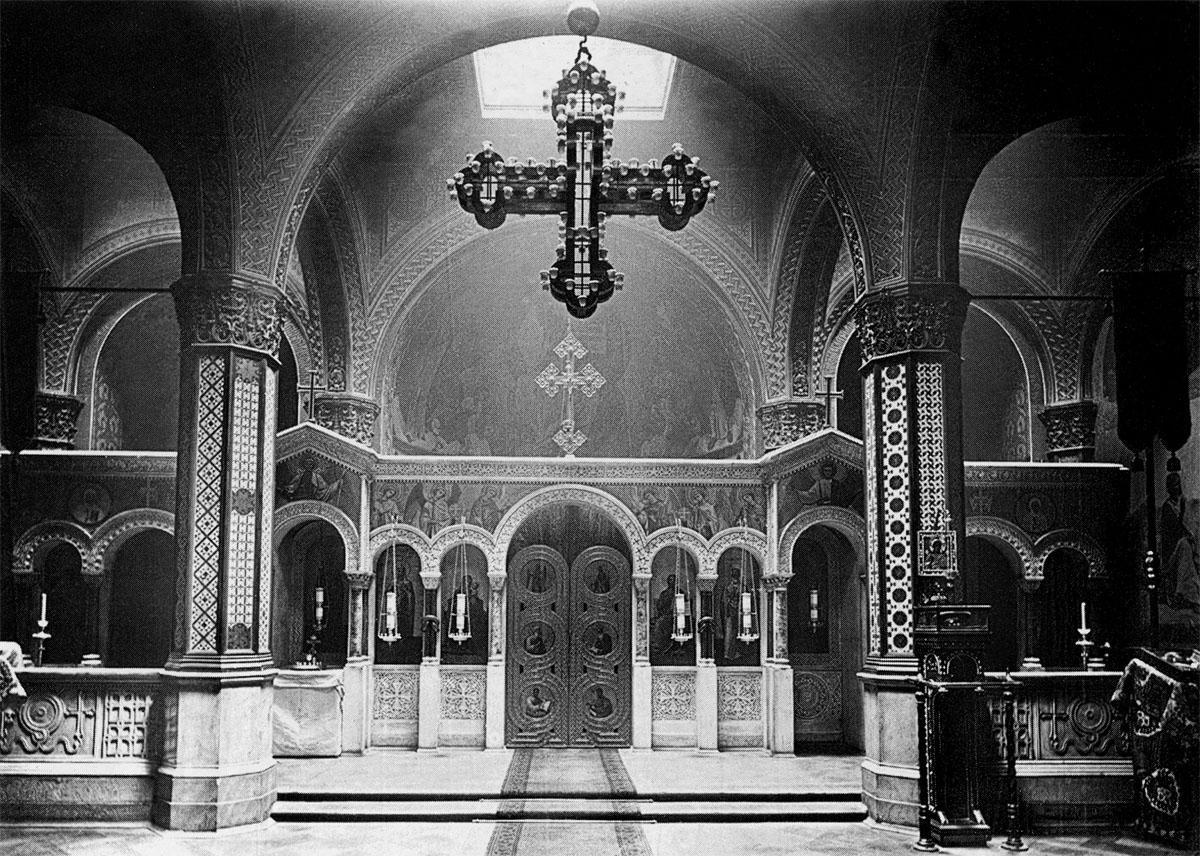
Chapelle néo-byzantine, construite pour le palais par le prince Gagarine en 1860
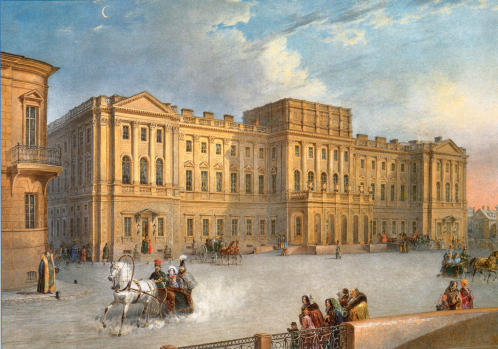
Le Palais Marie en 1849, par Vassili Sadovnikov
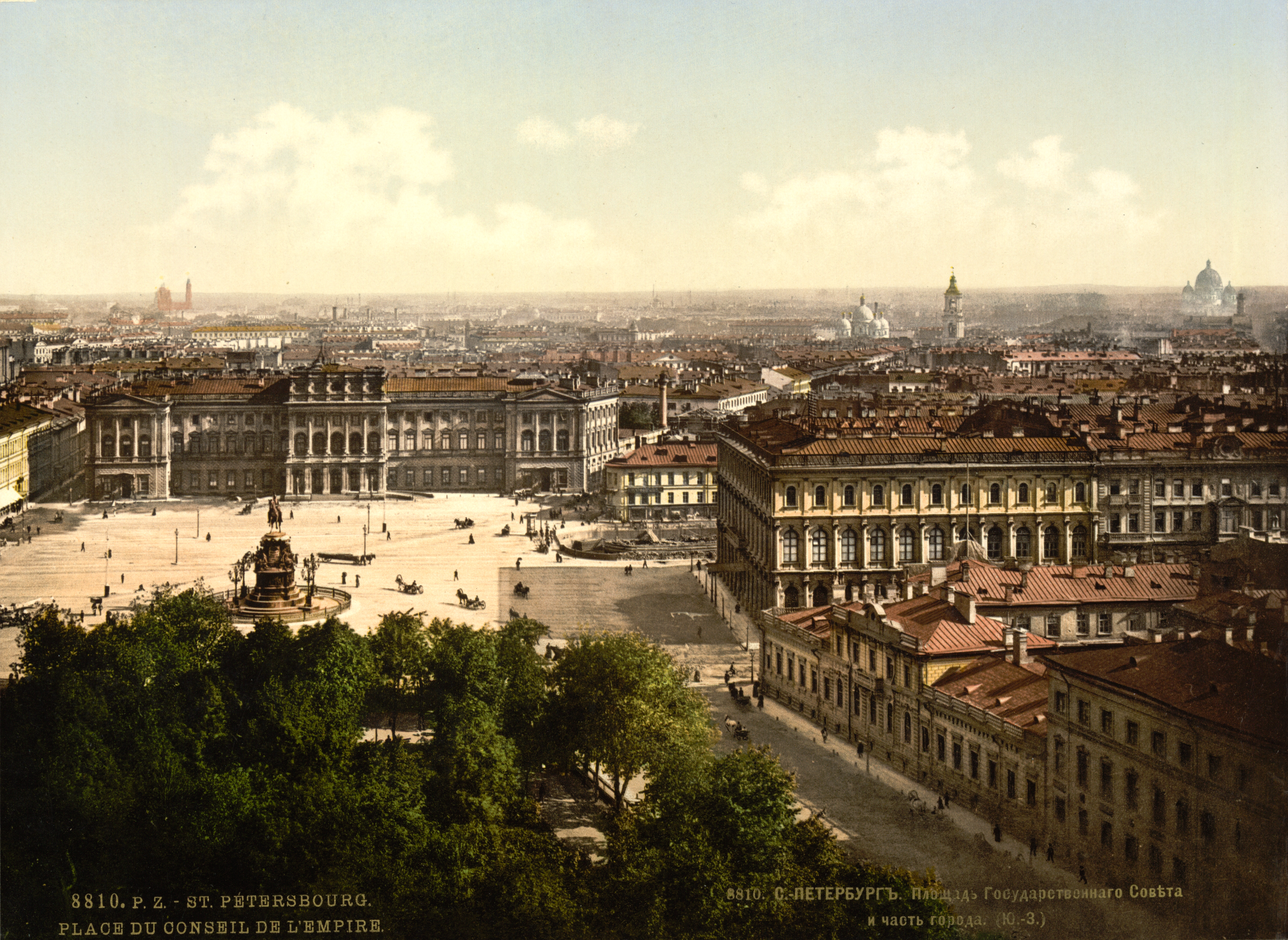
Place du Conseil d’Empire au début du XXe siècle, au fond le palais Marie